# Nordische Junioren-Skiweltmeisterschaften 2013
Die 36. Nordischen Junioren-Skiweltmeisterschaften 2013 und die in diesem Rahmen ausgetragenen 8. U-23-Langlauf-Weltmeisterschaften fanden vom 21. bis zum 27. Januar 2013 in Liberec statt. Die Wettbewerbe im Skispringen und in der Nordischen Kombination wurden auf der Ještěd (K90) und die im Skilanglauf in Vesec ausgetragen.

## Teilnehmer
Sportlerinnen und Sportler aus 36 Nationen nahmen an den Nordischen Junioren-Skiweltmeisterschaften 2013 teil. Nach Sportarten aufgeteilt waren im Langlauf mit 34 Ländern die meisten Nationen vertreten, gefolgt vom Skispringen mit 24 Nationen und von der Nordischen Kombination mit 17 Nationen.
| - Armenien - Australien - Bulgarien - Volksrepublik China - Dänemark - Deutschland - Estland - Finnland - Frankreich - Italien - Japan - Kanada | - Kasachstan - Kroatien - Lettland - Liechtenstein - Litauen - Niederlande - Norwegen - Österreich - Polen - Rumänien - Russland - Schweden | - Schweiz - Serbien - Slowakei - Slowenien - Spanien - Südkorea - Tschechien - Ukraine - Ungarn - Vereinigte Staaten - Vereinigtes Königreich - Belarus |

## Langlauf U23 Männer

### 15 km Freistil
| Platz | Sportler               | Land | Zeit        |
| ----- | ---------------------- | ---- | ----------- |
| 1     | Sergei Ustjugow        | RUS  | 35:44,1 min |
| 2     | Jewgeni Below          | RUS  | 36:03,8 min |
| 3     | Thomas Bing            | GER  | 36:26,5 min |
| 4     | Andrew Musgrave        | GBR  | 36:40,6 min |
| 5     | Damien Tarantola       | FRA  | 36:53,7 min |
| 6     | Fabio Clementi         | ITA  | 36:54,2 min |
| 7     | Sindre Bjørnestad Skar | NOR  | 36:56,1 min |
| 8     | Dmitri Salnikow        | RUS  | 37:08,9 min |
| 9     | Baptiste Gros          | FRA  | 37:14,2 min |
| 10    | Mark Starostin         | KAZ  | 37:19,1 min |
| …     |                        |      |             |
| 12    | Jonas Dobler           | GER  | 37:29,4 min |
| 14    | Jonas Baumann          | SUI  | 37:40,7 min |
| 21    | Lucas Bögl             | GER  | 38:07,1 min |
| 22    | Max Hauke              | AUT  | 38:08,0 min |
| 25    | Valentin Mättig        | GER  | 38:10,5 min |
| 32    | Erwan Käser            | SUI  | 38:27,6 min |
| 41    | Aurelius Herburger     | AUT  | 38:55,0 min |
| 46    | Candide Pralong        | SUI  | 39:09,5 min |
| 62    | Phillip Hälg           | LIE  | 39:59,8 min |

Datum: 24. Januar 2013

### Sprint klassisch
| Platz | Sportler               | Land | Qualifikationszeit |
| ----- | ---------------------- | ---- | ------------------ |
| 1     | Federico Pellegrino    | ITA  | 3:36,75 min (1.)   |
| 2     | Juho Mikkonen          | FIN  | 3:37,71 min (5.)   |
| 3     | Jewgeni Below          | RUS  | 3:39,90 min (13.)  |
| 4     | Sindre Bjørnestad Skar | NOR  | 3:38,55 min (9.)   |
| 5     | Alexander Wolz         | GER  | 3:41,93 min (19.)  |
| 6     | Ånund Lid Byggland     | NOR  | 3:36,86 min (2.)   |
| 7     | Maicol Rastelli        | ITA  | 3:38,87 min (12.)  |
| 8     | Maciej Staręga         | POL  | 3:38,77 min (11.)  |
| 9     | Gianluca Cologna       | SUI  | 3:37,98 min (7.)   |
| 10    | Erik Bjornsen          | USA  | 3:40,74 min (16.)  |
| …     |                        |      |                    |
| 12    | Ueli Schnider          | SUI  | 3:41,21 min (17.)  |
| 13    | Sebastian Eisenlauer   | GER  | 3:39,91 min (14.)  |
| 16    | Max Hauke              | AUT  | 3:44,29 min (28.)  |
| 22    | Jovian Hediger         | SUI  | 3:37,27 min (4.)   |
| 27    | Dominik Baldauf        | AUT  | 3:43,25 min (22.)  |
| 32    | Thomas Bing            | GER  | 3:45,22 min (32.)  |
| 33    | Erwan Käser            | SUI  | 3:46,19 min (33.)  |
| 41    | Philipp Hälg           | LIE  | 3:50,67 min (41.)  |

Datum: 22. Januar 2013

### 30 km Verfolgungsrennen
| Platz | Sportler               | Land | Zeit        |
| ----- | ---------------------- | ---- | ----------- |
| 1     | Sergei Ustjugow        | RUS  | 1:11:37,1 h |
| 2     | Jewgeni Below          | RUS  | 1:11:39,6 h |
| 3     | Mark Starostin         | KAZ  | 1:12:09,5 h |
| 4     | Thomas Bing            | GER  | 1:12:11,7 h |
| 5     | Dmitri Salnikow        | RUS  | 1:12:13,6 h |
| 6     | Fabio Clementi         | ITA  | 1:12:21,3 h |
| 7     | Emil Iversen           | NOR  | 1:12:27,5 h |
| 8     | Sindre Bjørnestad Skar | NOR  | 1:12:31,5 h |
| 9     | Lucas Bögl             | GER  | 1:12:35,1 h |
| 10    | Mathias Rundgreen      | NOR  | 1:12:38,2 h |
| …     |                        |      |             |
| 12    | Jonas Dobler           | GER  | 1:12:41,9 h |
| 15    | Jonas Baumann          | SUI  | 1:13:22,1 h |
| 27    | Gianluca Cologna       | SUI  | 1:15:12,5 h |
| 28    | Sebastian Eisenlauer   | GER  | 1:15:16,1 h |
| 30    | Aurelius Herburger     | AUT  | 1:15:28,0 h |
| 36    | Max Hauke              | AUT  | 1:16:12,5 h |
| 41    | Philipp Hälg           | LIE  | 1:16:24,9 h |
| 42    | Erwan Käser            | SUI  | 1:16:30,6 h |
| 49    | Candide Pralong        | SUI  | 1:17:35,0 h |
| 51    | Dominik Baldauf        | AUT  | 1:18:01,6 h |

Datum: 26. Januar 2013

## Langlauf U23 Frauen

### 10 km Freistil
| Platz | Sportler             | Land | Zeit        |
| ----- | -------------------- | ---- | ----------- |
| 1     | Ragnhild Haga        | NOR  | 27:50,4 min |
| 2     | Anastasia Slonowa    | KAZ  | 28:19,9 min |
| 3     | Debora Agreiter      | ITA  | 28:20,3 min |
| 4     | Sandra Ringwald      | GER  | 28:20,8 min |
| 5     | Tuva Toftdahl Staver | NOR  | 28:23,1 min |
| 6     | Kari Øyre Slind      | NOR  | 28:32,0 min |
| 7     | Anna Netschajewskaja | RUS  | 28:32,9 min |
| 8     | Natalja Schukowa     | RUS  | 28:39,4 min |
| 9     | Jekaterina Chramzowa | RUS  | 28:51,3 min |
| 10    | Jelena Soboljowa     | RUS  | 29:03,8 min |
| …     |                      |      |             |
| 12    | Elisabeth Schicho    | GER  | 29:22,0 min |
| 18    | Veronika Mayerhofer  | AUT  | 29:56,1 min |
| 19    | Helene Jacob         | GER  | 29:56,7 min |
| 26    | Hanna Kolb           | GER  | 30:42,2 min |
| DNF   | Christa Jäger        | SUI  |             |

Datum: 24. Januar 2013

### Sprint klassisch
| Platz | Sportler               | Land | Qualifikationszeit |
| ----- | ---------------------- | ---- | ------------------ |
| 1     | Jelena Soboljowa       | RUS  | 3:17,65 min (1.)   |
| 2     | Sandra Ringwald        | GER  | 3:20,73 min (4.)   |
| 3     | Hanna Kolb             | GER  | 3:20,46 min (3.)   |
| 4     | Darja Godowanitschenko | RUS  | 3:20,20 min (2.)   |
| 5     | Ragnhild Haga          | NOR  | 3:30,92 min (21.)  |
| 6     | Gaia Vuerich           | ITA  | 3:25,81 min (13.)  |
| 7     | Barbro Kvåle           | NOR  | 3:24,29 min (9.)   |
| 8     | Elisabeth Schicho      | GER  | 3:25,43 min (12.)  |
| 9     | Sophie Caldwell        | USA  | 3:22,92 min (5.)   |
| 10    | Evelina Settlin        | SWE  | 3:23,04 min (6.)   |
| …     |                        |      |                    |
| 13    | Lucia Anger            | GER  | 3:26,27 min (14.)  |
| 16    | Christa Jäger          | SUI  | 3:24,11 min (8.)   |
| 24    | Veronika Mayerhofer    | AUT  | 3:32,73 min (25.)  |

Datum: 22. Januar 2013

### 15 km Verfolgungsrennen
| Platz | Sportler             | Land | Zeit        |
| ----- | -------------------- | ---- | ----------- |
| 1     | Ragnhild Haga        | NOR  | 40:16,9 min |
| 2     | Debora Agreiter      | ITA  | 40:18,0 min |
| 3     | Kari Øyre Slind      | NOR  | 40:19,2 min |
| 4     | Natalja Schukowa     | RUS  | 40:40,2 min |
| 5     | Anastasia Slonowa    | KAZ  | 40:53,2 min |
| 6     | Jelena Soboljowa     | RUS  | 40:54,3 min |
| 7     | Emilie Kristoffersen | NOR  | 40:55,2 min |
| 8     | Célia Aymonier       | FRA  | 40:56,2 min |
| 9     | Marika Sundin        | SWE  | 40:57,0 min |
| 10    | Lucia Scardoni       | ITA  | 41:13,3 min |
| 11    | Sandra Ringwald      | GER  | 41:29,0 min |
| …     |                      |      |             |
| 17    | Elisabeth Schicho    | GER  | 41:58,3 min |
| 22    | Veronika Mayerhofer  | AUT  | 42:43,2 min |
| 24    | Theresa Eichhorn     | GER  | 42:59,7 min |
| 25    | Lucia Anger          | GER  | 43:11,5 min |
| 26    | Christa Jäger        | SUI  | 43:19,0 min |

Datum: 26. Januar 2013

## Langlauf Junioren

### 10 km Freistil
| Platz | Sportler                | Land | Zeit        |
| ----- | ----------------------- | ---- | ----------- |
| 1     | Dmitri Rostowzew        | RUS  | 23:32,5 min |
| 2     | Artjom Malzew           | RUS  | 23:49,3 min |
| 3     | Martin Weisheit         | GER  | 23:50,1 min |
| 4     | Simen Hegstad Krüger    | NOR  | 23:59,1 min |
| 5     | Roman Tarassow          | RUS  | 23:59,5 min |
| 6     | Sergej Malyschew        | KAZ  | 24:02,2 min |
| 7     | Alexei Tscherwotkin     | RUS  | 24:15,1 min |
| 8     | Magne Haga              | NOR  | 24:19,9 min |
| 9     | Håvard Solås Taugbøl    | NOR  | 24:22,6 min |
| 10    | Roman Schaad            | SUI  | 24:23,9 min |
| 11    | Christian Stiebritz     | GER  | 24:24,1 min |
| …     |                         |      |             |
| 13    | Moritz Madlener         | GER  | 24:28,2 min |
| 26    | Jason Rüesch            | SUI  | 25:01,7 min |
| 31    | Johannes Fabian Kattnig | AUT  | 25:08,6 min |
| 39    | Daniel Herzog           | GER  | 25:26,7 min |
| 48    | Linard Kindschi         | SUI  | 25:38,6 min |
| 59    | Dominik Kern            | AUT  | 25:54,5 min |
| 66    | Simon Kugler            | AUT  | 26:09,9 min |
| 67    | Yannick Cerutti         | SUI  | 26:11,4 min |
| DNS   | Tobias Habenicht        | AUT  |             |

Datum: 23. Januar 2013

### Sprint klassisch
| Platz | Sportler                | Land | Qualifikationszeit |
| ----- | ----------------------- | ---- | ------------------ |
| 1     | Lennart Metz            | GER  | 2:57,19 min (4.)   |
| 2     | Wadim Koroljow          | RUS  | 2:54,81 min (1.)   |
| 3     | Bjørn Vidar Suhr        | NOR  | 2:57,32 min (5.)   |
| 4     | Artjom Malzew           | RUS  | 2:58,20 min (8.)   |
| 5     | Sondre Turvoll Fossli   | NOR  | 2:55,13 min (2.)   |
| 6     | Marko Kilp              | EST  | 2:55,77 min (3.)   |
| 7     | Kasper Stadaas          | NOR  | 3:01,38 min (16.)  |
| 8     | Oskar Svensson          | SWE  | 3:02,46 min (17.)  |
| 9     | Johan Forsberg          | SWE  | 2:58,64 min (9.)   |
| 10    | Simen Hegstad Krüger    | NOR  | 3:02,71 min (20.)  |
| 11    | Tobias Trenkle          | GER  | 2:57,75 min (6.)   |
| 12    | Tobias Habenicht        | AUT  | 3:02,50 min (18.)  |
| …     |                         |      |                    |
| 17    | Roman Schaad            | SUI  | 3:01,17 min (14.)  |
| 25    | Marius Cebulla          | GER  | 3:06,71 min (29.)  |
| 39    | Yannick Cerutti         | SUI  | 3:10,19 min (39.)  |
| 42    | Johannes Fabian Kattnig | AUT  | 3:10,57 min (42.)  |
| 56    | Dominik Kern            | AUT  | 3:17,24 min (56.)  |

Datum: 21. Januar 2013

### 20 km Verfolgungsrennen
| Platz | Sportler             | Land | Zeit        |
| ----- | -------------------- | ---- | ----------- |
| 1     | Dmitri Rostowzew     | RUS  | 47:40,2 min |
| 2     | Artjom Malzew        | RUS  | 47:44,1 min |
| 3     | Alexei Tscherwotkin  | RUS  | 47:45,4 min |
| 4     | Simen Hegstad Krüger | NOR  | 47:46,7 min |
| 5     | Martin Weisheit      | GER  | 47:57,0 min |
| 6     | Magne Haga           | NOR  | 48:28,3 min |
| 7     | Antti Ojansivu       | FIN  | 48:35,1 min |
| 8     | Roman Tarassow       | RUS  | 48:42,6 min |
| 9     | Clément Parisse      | FRA  | 48:45,3 min |
| 10    | Moritz Madlener      | GER  | 48:51,9 min |
| …     |                      |      |             |
| 22    | Christian Stiebritz  | GER  | 49:49,9 min |
| 25    | Daniel Herzog        | GER  | 49:58,1 min |
| 30    | Linard Kindschi      | SUI  | 50:31,1 min |
| 36    | Roman Schaad         | SUI  | 50:57,7 min |
| 40    | Jason Rüesch         | SUI  | 51:18,8 min |
| 68    | Simon Kugler         | AUT  | 53:20,8 min |
| DNF   | Tobias Habenicht     | AUT  |             |

Datum: 25. Januar 2013

### 4 × 5 km Staffel
| Platz | Sportler                                                              | Land | Laufzeiten                                                              | Gesamtzeit  |
| ----- | --------------------------------------------------------------------- | ---- | ----------------------------------------------------------------------- | ----------- |
| 1     | Alexei Tscherwotkin Artjom Malzew Roman Tarassow Dmitri Rostowzew     | RUS  | 11:35,9 min (1.) 12:11,5 min (10.) 10:46,8 min (1.) 11:01,3 min (1.)    | 45:35,5 min |
| 2     | Bjørn Vidar Suhr Simen Hegstad Krüger Magne Haga Håvard Solås Taugbøl | NOR  | 12:00,1 min (10.) 11:35,4 min (1.) 11:02,7 min (2.) 11:16,0 min (4.)    | 45:54,2 min |
| 3     | Oskar Svensson Marcus Ruus Oscar Ivars Rasmus Hornfeldt               | SWE  | 11:41,1 min (3.) 11:53,7 min (3.) 11:18,8 min (6.) 11:34,1 min (6.)     | 46:27,7 min |
| 4     | Mathias Dheyriat Alexandre Pouyé Clément Parisse Mickael Philipot     | FRA  | 11:58,3 min (8.) 11:57,5 min (5.) 11:10,6 min (3.) 11:34,2 min (7.)     | 46:40,6 min |
| 5     | Lennart Metz Moritz Madlener Christian Stiebritz Martin Weisheit      | GER  | 12:00,7 min (11.) 12:10,6 min (9.) 11:21,2 min (7.) 11:13,2 min (3.)    | 46:45,7 min |
| 6     | Sergej Malyschew Konstantin Borzow Maxim Serow Roman Ragozin          | KAZ  | 11:53,3 min (6.) 12:24,7 min (12.) 11:27,1 min (9.) 11:06,6 min (2.)    | 46:51,7 min |
| 7     | Ville Ahonen Joonas Sarkkinen Markus Jarvenpää Antti Ojansivu         | FIN  | 11:54,0 min (7.) 12:01,4 min (6.) 11:44,0 min (12.) 11:24,8 min (5.)    | 47:04,2 min |
| 8     | Jason Rüesch Linard Kindschi Roman Schaad Yannick Cerutti             | SUI  | 12:14,4 min (15.) 12:09,3 min (8.) 11:13,9 min (4.) 11:50,5 min (10.)   | 47:28,1 min |
| 9     | Marco Carpelletti Francesco De Fabiani Matteo Tanel Simone Romani     | ITA  | 12:08,1 min (13.) 11:54,3 min (4.) 11:18,5 min (5.) 12:10,0 min (15.)   | 47:30,9 min |
| 10    | Kentarō Ishikawa Hikari Fujinoki Jun Ishikawa Tomoki Sato             | JPN  | 11:42,1 min (4.) 12:34,3 min (14.) 11:42,1 min (10.) 11:48,5 min (9.)   | 38:25,0 min |
| …     |                                                                       |      |                                                                         |             |
| 17    | Tobias Habenicht Dominik Kern Simon Kugler Johannes Fabian Katting    | AUT  | 12:17,7 min (16.) 13:31,1 min (18.) 12:11,5 min (17.) 12:06,9 min (14.) | 38:25,0 min |

Datum: 27. Januar 2013

## Langlauf Juniorinnen

### 5 km Freistil
| Platz | Sportler                | Land | Zeit        |
| ----- | ----------------------- | ---- | ----------- |
| 1     | Victoria Carl           | GER  | 12:35,3 min |
| 2     | Teresa Stadlober        | AUT  | 12:39,6 min |
| 3     | Anastassija Sedowa      | RUS  | 12:46,7 min |
| 4     | Lea Einfalt             | SLO  | 12:48,4 min |
| 5     | Natalja Neprjajewa      | RUS  | 12:49,2 min |
| 6     | Jonna Sundling          | SWE  | 12:52,6 min |
| 7     | Nadeschda Schunjajewa   | RUS  | 12:55,6 min |
| 8     | Viktoria Kalinina       | RUS  | 12:57,5 min |
| 9     | Julia Svan              | SWE  | 12:57,6 min |
| 10    | Julia Belger            | GER  | 12:59,1 min |
| …     |                         |      |             |
| 20    | Katharina Hennig        | GER  | 13:18,5 min |
| 22    | Nathalie Schwarz        | AUT  | 13:21,6 min |
| 25    | Nathalie von Siebenthal | SUI  | 13:28,1 min |
| 40    | Nadine Fähndrich        | SUI  | 13:45,1 min |
| 41    | Anna Roswitha Seebacher | AUT  | 13:45,8 min |
| 47    | Lisa Unterweger         | AUT  | 13:53,3 min |
| 55    | Eva Wolf                | GER  | 14:06,0 min |

Datum: 23. Januar 2013

### Sprint klassisch
| Platz | Sportler                | Land | Qualifikationszeit |
| ----- | ----------------------- | ---- | ------------------ |
| 1     | Stina Nilsson           | SWE  | 3:27,06 min (2.)   |
| 2     | Victoria Carl           | GER  | 3:33,62 min (7.)   |
| 3     | Jewgenija Ostschepkowa  | RUS  | 3:26,60 min (1.)   |
| 4     | Natalja Neprjajewa      | RUS  | 3:34,84 min (8.)   |
| 5     | Laura Gimmler           | GER  | 3:30,67 min (4.)   |
| 6     | Polina Kowaljowa        | RUS  | 3:28,19 min (3.)   |
| 7     | Jonna Sundling          | SWE  | 3:32,69 min (6.)   |
| 8     | Linn Eriksen            | NOR  | 3:39,96 min (16.)  |
| 9     | Alissa Schambalowa      | RUS  | 3:34,90 min (9.)   |
| 10    | Katri Lylynpera         | FIN  | 3:38,22 min (15.)  |
| …     |                         |      |                    |
| 12    | Anne Winkler            | GER  | 3:35,95 min (10.)  |
| 20    | Lisa Unterweger         | AUT  | 3:46,98 min (29.)  |
| 22    | Nathalie Schwarz        | AUT  | 3:44,43 min (23.)  |
| 27    | Nadine Fähndrich        | SUI  | 3:43,24 min (22.)  |
| 33    | Nathalie von Siebenthal | SUI  | 3:48,99 min (33.)  |

Datum: 21. Januar 2013

### 10 km Verfolgungsrennen
| Platz | Sportler                | Land | Zeit        |
| ----- | ----------------------- | ---- | ----------- |
| 1     | Teresa Stadlober        | AUT  | 27:13,0 min |
| 2     | Nadeschda Schunjajewa   | RUS  | 27:19,6 min |
| 3     | Alissa Schambalowa      | RUS  | 27:23,9 min |
| 4     | Anastassija Sedowa      | RUS  | 27:32,0 min |
| 5     | Linn Eriksen            | NOR  | 27:38,8 min |
| 6     | Julia Svan              | SWE  | 27:40,8 min |
| 7     | Julia Belger            | GER  | 27:41,0 min |
| 8     | Stina Nilsson           | SWE  | 27:47,4 min |
| 9     | Katharina Hennig        | GER  | 27:52,0 min |
| 10    | Jonna Sundling          | SWE  | 28:01,3 min |
| …     |                         |      |             |
| 21    | Nathalie von Siebenthal | SUI  | 28:42,2 min |
| 22    | Laura Gimmler           | GER  | 28:47,8 min |
| 33    | Eva Wolf                | GER  | 29:40,4 min |
| 39    | Anna Roswitha Seebacher | AUT  | 29:54,6 min |
| DNS   | Nathalie Schwarz        | AUT  |             |

Datum: 25. Januar 2013

### 4 × 3,3 km Staffel
| Platz | Sportler                                                                       | Land | Laufzeiten                                                         | Gesamtzeit  |
| ----- | ------------------------------------------------------------------------------ | ---- | ------------------------------------------------------------------ | ----------- |
| 1     | Julia Svan Sofia Henriksson Jonna Sundling Stina Nilsson                       | SWE  | 9:03,7 min (2.) 9:12,8 min (3.) 8:26,2 min (1.) 8:58,4 min (7.)    | 35:41,1 min |
| 2     | Alissa Schambalowa Natalja Neprjajewa Anastassija Sedowa Nadeschda Schunjajewa | RUS  | 9:03,1 min (1.) 9:10,5 min (1.) 8:28,7 min (2.) 9:01,0 min (8.)    | 35:43,3 min |
| 3     | Laura Gimmler Katharina Hennig Julia Belger Victoria Carl                      | GER  | 9:23,6 min (3.) 9:19,6 min (5.) 8:59,1 min (5.) 8:49,1 min (3.)    | 36:31,4 min |
| 4     | Trude Nonstad Fornes Linn Eriksen Marit Robertsen Hilde Losgård Landheim       | NOR  | 9:29,8 min (7.) 9:27,9 min (7.) 8:59,5 min (6.) 8:49,1 min (3.)    | 36:46,3 min |
| 5     | Lisa Unterweger Teresa Stadlober Anna Roswitha Seebacher Nathalie Schwarz      | AUT  | 9:47,3 min (11.) 9:12,6 min (2.) 9:04,9 min (7.) 8:48,9 min (2.)   | 36:53,7 min |
| 6     | Emanuela Piasco Francesca Baudin Martina Vignaroli Giulia Stürz                | ITA  | 9:44,0 min (10.) 9:13,7 min (4.) 9:11,7 min (8.) 8:46,5 min (1.)   | 36:55,9 min |
| 7     | Anamarija Lampič Anita Klemenčič Lea Einfalt Nika Razinger                     | SLO  | 9:24,2 min (4.) 10:00,5 min (10.) 8:51,7 min (3.) 8:52,5 min (5.)  | 37:08,9 min |
| 8     | Krista Niiranen Katri Lylynpera Johanna Ukkola Leena Nurmi                     | FIN  | 9:29,0 min (6.) 9:32,9 min (8.) 8:58,0 min (4.) 9:27,1 min (11.)   | 37:27,0 min |
| 9     | Lucie Charvátová Petra Nováková Karolína Preislerová Petra Hynčicová           | CZE  | 9:28,1 min (5.) 9:20,6 min (6.) 9:17,2 min (11.) 9:26,0 min (10.)  | 37:31,9 min |
| 10    | Heather Mooney Mary O’Connell Emily Hannah Corey Stock                         | USA  | 9:32,7 min (9.) 10:04,1 min (11.) 9:40,2 min (12.) 9:08,0 min (9.) | 38:25,0 min |

Datum: 27. Januar 2013

## Nordische Kombination Junioren

### Gundersen (Normalschanze HS 100/10 km)
| Platz | Sportler               | Land | Weite  | Punkte | Rückstand      | Endzeit     |
| ----- | ---------------------- | ---- | ------ | ------ | -------------- | ----------- |
| 1     | Manuel Faißt           | GER  | 97,0 m | 128,5  | 0:16 min (4.)  | 24:51.0 min |
| 2     | David Welde            | GER  | 92,5 m | 117,0  | 1:02 min (9.)  | 25:02,3 min |
| 3     | Han-Hendrik Piho       | EST  | 97,0 m | 128,0  | 0:18 min (5.)  | 25:10,5 min |
| 4     | Ilkka Herola           | FIN  | 91,5 m | 116,5  | 1:04 min (11.) | 25:14,3 min |
| 5     | Takehiro Watanabe      | JPN  | 97,5 m | 129,5  | 0:12 min (2.)  | 25:19,2 min |
| 6     | Franz-Josef Rehrl      | AUT  | 93,0 m | 119,0  | 0:54 min (7.)  | 25:37,4 min |
| 7     | Tomáš Portyk           | CZE  | 94,5 m | 124,5  | 0:32 min (6.)  | 25:51,3 min |
| 8     | Espen Bjørnstad        | NOR  | 92,0 m | 118,5  | 0:56 min (8.)  | 25:58,8 min |
| 9     | Jakob Lange            | GER  | 88,5 m | 109,0  | 1:34 min (21.) | 26:08,9 min |
| 10    | Kristjan Ilves         | EST  | 97,5 m | 129,0  | 0:14 min (3.)  | 26:11,6 min |
| 11    | Philipp Orter          | AUT  | 90,5 m | 114,5  | 1:12 min (14.) | 26:14,6 min |
| 12    | Thomas Wolfgang Jöbstl | AUT  | 92,0 m | 112,5  | 1:20 min (18.) | 26:19,4 min |
| …     |                        |      |        |        |                |             |
| 16    | Matthias Hochegger     | AUT  | 87,0 m | 104,0  | 1:54 min (27.) | 26:33,0 min |
| 20    | Michael Schuller       | GER  | 84,5 m | 100,5  | 2:08 min (35.) | 26:44,1 min |
| 25    | Sven Fawer             | SUI  | 88,0 m | 107,5  | 1:40 min (23.) | 27:20,4 min |
| DNF   | Jan Kirchhofer         | SUI  | 84,0 m | 076,5  | 3:44 min (52.) | DNS         |

Datum: 23. Januar 2013

### Gundersen (Normalschanze HS 100/5 km)
| Platz | Sportler               | Land | Weite  | Punkte | Rückstand      | Endzeit     |
| ----- | ---------------------- | ---- | ------ | ------ | -------------- | ----------- |
| 1     | Manuel Faißt           | GER  | 95,0 m | 124,0  | 0:20 min (4.)  | 11:49.4 min |
| 2     | Théo Hannon            | FRA  | 96,5 m | 128,5  | 0:02 min (2.)  | 11:52,0 min |
| 3     | Kristjan Ilves         | EST  | 97,5 m | 129,0  | 0:00 min (1.)  | 12:14,6 min |
| 4     | Ilkka Herola           | FIN  | 93,0 m | 119,5  | 0:38 min (6.)  | 12:16,0 min |
| 5     | Franz-Josef Rehrl      | AUT  | 90,5 m | 112,5  | 1:06 min (13.) | 12:20,6 min |
| 6     | Takehiro Watanabe      | JPN  | 91,0 m | 114,0  | 1:00 min (10.) | 12:21,3 min |
| 7     | David Welde            | GER  | 91,5   | 115,0  | 0:56 min (9.)  | 12:25,0 min |
| 8     | Arttu Aalander         | FIN  | 91,5 m | 113,5  | 1:02 min (12.) | 12:27,4 min |
| 9     | Tomáš Portyk           | CZE  | 92,0 m | 117,5  | 0:46 min (7.)  | 12:37,5 min |
| 10    | Jakob Lange            | GER  | 90,5 m | 114,0  | 1:00 min (10.) | 12:39,5 min |
| 11    | Philipp Orter          | AUT  | 88,5 m | 108,0  | 1:24 min (23.) | 12:42,4 min |
| 12    | Michael Schuller       | GER  | 89,5 m | 111,0  | 1:12 min (15.) | 12:45,1 min |
| 13    | Thomas Wolfgang Jöbstl | AUT  | 88,5 m | 108,5  | 1:22 min (21.) | 12:47,5 min |
| …     |                        |      |        |        |                |             |
| 23    | Paul Gerstgraser       | AUT  | 86,0 m | 100,0  | 1:56 min (37.) | 13:14,9 min |
| 33    | Sven Fawer             | SUI  | 87,5 m | 105,0  | 1:36 min (29.) | 13:54,6 min |
| 43    | Jan Kirchhofer         | SUI  | 84,5 m | 098,5  | 2:02 min (39.) | 14:45,8 min |

Datum: 25. Januar 2013

### Mannschaft (Normalschanze HS 100/4 × 5 km)
| Platz | Sportler                                                                | Land | Einzelpunkte                                  | Punkte             | Laufzeiten                                                             | Endzeit     |
| ----- | ----------------------------------------------------------------------- | ---- | --------------------------------------------- | ------------------ | ---------------------------------------------------------------------- | ----------- |
| 1     | Michael Schuller Jakob Lange David Welde Manuel Faißt                   | GER  | 113,0 (2.) 118,0 (3.) 111,5 (3.) 100,5 (8.)   | 443,0 + 0:19 (2.)  | 11:49,4 min (4.) 11:55,0 min (2.) 12:01,9 min (1.) 11:41,6 min (1.)    | 47:46,9 min |
| 2     | Franz-Josef Rehrl Paul Gerstgraser Thomas Wolfgang Jöbstl Philipp Orter | AUT  | 135,5 (1.) 076,0 (13.) 107,5 (4.) 098,5 (9.)  | 417,5 + 0:53 (6.)  | 11:44,5 min (3.) 11:22,3 min (1.) 12:12,0 min (2.) 11:45,1 min (2.)    | 47:56,9 min |
| 3     | Gō Yamamoto Go Sonehara Shota Horigome Takehiro Watanabe                | JPN  | 113,0 (2.) 109,0 (5.) 119,0 (1.) 116,0 (4.)   | 457,0 + 0:00 (1.)  | 12:07,7 min (7.) 12:26,7 min (4.) 12:18,2 min (4.) 11:57,2 min (5.)    | 48:49,8 min |
| 4     | Dmitri Scharkow Jewgeni Klimow Timofei Borissow Samir Mastijew          | RUS  | 106,5 (8.) 112,5 (6.) 105,0 (6.) 112,5 (6.)   | 431,5 + 0:34 (4.)  | 11:48,6 min (4.) 12:36,9 min (6.) 12:40,3 min (7.) 12:01,0 min (6.)    | 49:40,8 min |
| 5     | Arttu Aalander Ville Heikkinen Leevi Mutru Ilkka Herola                 | FIN  | 106,5 (5.) 108,0 (6.) 110,5 (4.) 091,0 (11.)  | 416,0 + 0:55 (7.)  | 12:13,5 min (8.) 12:29,3 min (5.) 12:14,1 min (3.) 11:53,9 min (4.)    | 49:45,8 min |
| 6     | Sindre Pettersen Espen Bjørnestad Espen Andersen Mads Wåler             | NOR  | 131,5 (1.) 035,0 (13.) 092,5 (11.) 110,0 (4.) | 369,0 + 1:57 (12.) | 11:40,5 min (1.) 11:59,9 min (3.) 12:22,3 min (5.) 11:46,6 min (3.)    | 49:46,3 min |
| 7     | Hugo Buffard Nicolas Didier Thomas Strappazzon Théo Hannon              | FRA  | 107,0 (7.) 104,0 (9.) 099,5 (9.) 116,5 (3.)   | 427,0 + 0:40 (5.)  | 11:42,2 min (2.) 12:37,7 min (7.) 12:49,6 min (8.) 12:09,6 min (9.)    | 49:59,1 min |
| 8     | Kristjan Ilves Rauno Loit Karl Mustjõgi Han-Hendrik Piho                | EST  | 133,5 (1.) 104,5 (8.) 073,0 (13.) 103,0 (7.)  | 414,0 + 0:57 (9.)  | 12:25,1 min (10.) 12:43,3 min (9.) 12:35,0 min (6.) 12:05,7 min (7.)   | 50:46,1 min |
| 9     | Erik Lynch Aleck Gantick Ben Berend Tyler Smith                         | USA  | 104,0 (9.) 116,0 (2.) 102,5 (7.) 093,5 (10.)  | 416,0 + 0:55 (7.)  | 12:26,5 min (12.) 12:49,6 min (11.) 12:54,9 min (10.) 12:09,2 min (8.) | 51:15,2 min |
| 10    | Tomáš Portyk Martin Zeman Adam Oplištil Martin Dufek                    | CZE  | 114,5 (5.) 104,5 (9.) 097,5 (11.) 095,5 (10.) | 412,0 + 1:00 (10.) | 12:02,5 min (6.) 12:43,7 min (10.) 12:52,6 min (9.) 13:42,7 min (13.)  | 52:21,5 min |

Datum: 26. Januar 2013

## Skispringen Junioren

### Normalschanze
| Platz | Sportler               | Land | Weite 1 | Weite 2 | Punkte |
| ----- | ---------------------- | ---- | ------- | ------- | ------ |
| 1     | Jaka Hvala             | SLO  | 103,0 m | 102,0 m | 283,5  |
| 2     | Klemens Murańka        | POL  | 101,0 m | 096,0 m | 264,0  |
| 3     | Stefan Kraft           | AUT  | 099,0 m | 095,5 m | 258,5  |
| 4     | Bartłomiej Kłusek      | POL  | 099,0 m | 096,5 m | 258,0  |
| 5     | Andreas Wellinger      | GER  | 100,0 m | 095,0 m | 256,0  |
| 6     | Reruhi Shimizu         | JPN  | 095,5 m | 096,0 m | 249,0  |
| 7     | Karl Geiger            | GER  | 096,5 m | 094,5 m | 246,5  |
| 8     | Mats Søhagen Berggaard | NOR  | 094,5 m | 095,0 m | 246,0  |
| 9     | Aleksander Zniszczoł   | POL  | 095,5 m | 095,5 m | 245,5  |
| 10    | Ronan Lamy Chappuis    | FRA  | 093,5 m | 096,0 m | 244,5  |
| …     |                        |      |         |         |        |
| 12    | Thomas Lackner         | AUT  | 094,0 m | 093,0 m | 239,5  |
| 15    | Killian Peier          | SUI  | 098,0 m | 090,0 m | 236,0  |
| 19    | Philipp Aschenwald     | AUT  | 091,5 m | 093,0 m | 232,5  |
| 24    | Pascal Kälin           | SUI  | 090,5 m | 091,0 m | 226,5  |
| 31    | Florian Altenburger    | AUT  | 090,5 m |         | 112,5  |
| 40    | Christian Heim         | GER  | 087,0 m |         | 103,5  |
| 42    | Michael Dreher         | GER  | 085,5 m |         | 102,5  |

Datum: 24. Januar 2013

### Mannschaftsspringen Normalschanze
| Platz | Sportler                                                                           | Land | Weite 1                         | Weite 2                         | Punkte |
| ----- | ---------------------------------------------------------------------------------- | ---- | ------------------------------- | ------------------------------- | ------ |
| 1     | Anže Semenič Ernest Prišlič Cene Prevc Jaka Hvala                                  | SLO  | 097,5 m 095,5 m 101,5 m 101,0 m | 098,5 m 100,5 m 102,5 m 107,0 m | 1086,5 |
| 2     | Bartłomiej Kłusek Krzysztof Biegun Aleksander Zniszczoł Klemens Murańka            | POL  | 094,0 m 098,0 m 102,0 m 097,0 m | 098,5 m 096,5 m 101,0 m 105,0 m | 1062,0 |
| 3     | Karl Geiger Michael Dreher Tobias Löffler Andreas Wellinger                        | GER  | 096,5 m 095,0 m 096,5 m 098,5 m | 101,0 m 095,5 m 097,0 m 103,0 m | 1038,5 |
| 4     | Thomas Lackner Florian Altenburger Philipp Aschenwald Stefan Kraft                 | AUT  | 093,5 m 089,0 m 101,5 m 100,0 m | 097,5 m 096,0 m 102,0 m 101,0 m | 1034,0 |
| 5     | Daniel-André Tande Jonas Gropen Sogard Sigurd Nymoen Søberg Mats Søhagen Berggaard | NOR  | 095,5 m 091,5 m 094,0 m 091,0 m | 100,0 m 087,5 m 097,5 m 095,0 m | 967,0  |
| 6     | Shingo Nishikata Yukiya Satō Tomoya Watanabe Reruhi Shimizu                        | JPN  | 089,5 m 091,5 m 087,0 m 099,0 m | 092,5 m 101,5 m 085,0 m 106,0 m | 965,0  |
| 7     | Jewgeni Klimow Sergej Schulajew Michail Maksimotschkin Wladislaw Bojarinzew        | RUS  | 095,5 m 085,5 m 097,5 m 095,5 m | 093,5 m 082,0 m 091,5 m 095,0 m | 929,5  |
| 8     | Antti Aalto Miika Ylipulli Jarkko Määttä Juho Ojala                                | FIN  | 091,0 m 085,0 m 094,0 m 092,0 m | 093,0 m 088,0 m 092,5 m 096,5 m | 617,0  |
| 9     | Tomáš Friedrich Jan Souček David Bartoš Vojtěch Štursa                             | CZE  | 082,5 m 087,0 m 090,0 m 093,0 m |                                 | 429,0  |
| 10    | Julien Faivre Rampant Benjamin Raffort Sacha Gardet Ronan Lamy Chappuis            | FRA  | 082,5 m 085,0 m 088,5 m 095,0 m |                                 | 425,0  |
| 11    | Pascal Kälin Luca Egloff Andreas Schuler Killian Peier                             | SUI  | 091,5 m 080,5 m 083,0 m 097,0 m |                                 | 416,0  |

Datum: 26. Januar 2013

## Skispringen Juniorinnen

### Normalschanze
| Platz | Sportler            | Land | Weite 1 | Weite 2 | Punkte |
| ----- | ------------------- | ---- | ------- | ------- | ------ |
| 1     | Sara Takanashi      | JPN  | 098,5 m | 102,0 m | 268,0  |
| 2     | Evelyn Insam        | ITA  | 096,5 m | 100,0 m | 259,5  |
| 3     | Katja Požun         | SLO  | 094,5 m | 099,0 m | 253,5  |
| 4     | Coline Mattel       | FRA  | 095,0 m | 095,0 m | 246,5  |
| 5     | Urša Bogataj        | SLO  | 093,0 m | 096,0 m | 241,5  |
| 6     | Sarah Hendrickson   | USA  | 089,0 m | 097,0 m | 241,0  |
| 7     | Špela Rogelj        | SLO  | 089,0 m | 096,0 m | 233,5  |
| 8     | Michaela Doleželová | CZE  | 090,0 m | 093,5 m | 230,0  |
| 9     | Ema Klinec          | SLO  | 089,5 m | 091,5 m | 227,0  |
| 10    | Léa Lemare          | FRA  | 089,0 m | 092,0 m | 226,0  |
| 11    | Katharina Althaus   | GER  | 086,0 m | 092,0 m | 220,5  |
| …     |                     |      |         |         |        |
| 13    | Chiara Hölzl        | AUT  | 089,5 m | 088,0 m | 211,5  |
| 14    | Pauline Heßler      | GER  | 088,0 m | 085,0 m | 206,5  |
| 17    | Ramona Straub       | GER  | 086,5 m | 083,0 m | 198,5  |
| 18    | Svenja Würth        | GER  | 080,0 m | 090,5 m | 195,0  |
| 23    | Sonja Schoitsch     | AUT  | 078,5 m | 083,5 m | 179,0  |
| 27    | Katharina Keil      | AUT  | 073,0 m | 079,5 m | 160,5  |

Datum: 24. Januar 2013

### Mannschaftsspringen Normalschanze
| Platz | Sportler                                                                 | Land | Weite 1                         | Weite 2                         | Punkte |
| ----- | ------------------------------------------------------------------------ | ---- | ------------------------------- | ------------------------------- | ------ |
| 1     | Urša Bogataj Ema Klinec Špela Rogelj Katja Požun                         | SLO  | 097,5 m 092,0 m 100,0 m 094,5 m | 095,5 m 091,5 m 103,0 m 099,5 m | 1009,0 |
| 2     | Léa Lemare Océane Avocat Gros Julia Clair Coline Mattel                  | FRA  | 088,0 m 066,0 m 081,5 m 091,5 m | 096,5 m 066,5 m 092,5 m 091,0 m | 787,0  |
| 3     | Ramona Straub Pauline Heßler Svenja Würth Katharina Althaus              | GER  | 086,5 m 077,0 m 090,0 m 091,0 m | 088,5 m 083,5 m 093,5 m 089,5 m | 762,0  |
| 4     | Gyda Enger Anna Odine Strøm Jenny Synnøve Hagemoen Maren Lundby          | NOR  | 089,5 m 072,0 m 076,0 m 086,5 m | 093,5 m 070,0 m 090,0 m 086,0 m | 759,5  |
| 5     | Yuka Kobayashi Mizuki Yamaguchi Yūki Itō Sara Takanashi                  | JPN  | 078,5 m 065,0 m 091,0 m 101,0 m | 074,5 m 082,5 m 095,0 m 097,5 m | 726,5  |
| 6     | Stefanija Nadymowa Alexandra Kustowa Darja Gruschina Sofja Tichonowa     | RUS  | 071,5 m 084,5 m 075,5 m 083,0 m | 072,0 m 090,0 m 061,0 m 080,5 m | 650,0  |
| 7     | Michaela Rajnochová Zdeňka Pešatová Barbora Blažková Michaela Doleželová | CZE  | 070,5 m 077,5 m 071,0 m 086,0 m | 069,5 m 078,0 m 071,0 m 092,5 m | 647,5  |
| 8     | Manon Maurer Nina Lussi Emilee Anderson Sarah Hendrickson                | USA  | 050,0 m 072,5 m 077,5 m 096,5 m | 047,0 m 073,5 m 078,0 m 106,0 m | 617,0  |

Datum: 26. Januar 2013

## Nationenwertung

### Nationenwertung
| Platz | Land        | Gold | Silber | Bronze | Gesamt |
| ----- | ----------- | ---- | ------ | ------ | ------ |
| 1     | Russland    | 6    | 7      | 5      | 18     |
| 2     | Deutschland | 5    | 3      | 6      | 14     |
| 3     | Slowenien   | 3    | 0      | 1      | 4      |
| 4     | Norwegen    | 2    | 1      | 2      | 5      |
| 5     | Schweden    | 2    | 0      | 1      | 3      |
| 6     | Italien     | 1    | 2      | 1      | 4      |
| 6     | Österreich  | 1    | 2      | 1      | 4      |
| 8     | Japan       | 1    | 0      | 1      | 2      |
| 9     | Frankreich  | 0    | 2      | 0      | 1      |
| 9     | Polen       | 0    | 2      | 0      | 2      |
| 11    | Kasachstan  | 0    | 1      | 1      | 2      |
| 12    | Finnland    | 0    | 1      | 0      | 1      |
| 13    | Estland     | 0    | 0      | 2      | 2      |

### Juniorennationenwertung
| Platz | Land        | Gold | Silber | Bronze | Gesamt |
| ----- | ----------- | ---- | ------ | ------ | ------ |
| 1     | Deutschland | 5    | 2      | 4      | 11     |
| 2     | Russland    | 3    | 5      | 4      | 12     |
| 3     | Slowenien   | 3    | 0      | 1      | 4      |
| 4     | Schweden    | 2    | 0      | 1      | 3      |
| 5     | Österreich  | 1    | 2      | 1      | 4      |
| 6     | Japan       | 1    | 0      | 1      | 2      |
| 7     | Frankreich  | 0    | 2      | 0      | 2      |
| 7     | Polen       | 0    | 2      | 0      | 2      |
| 9     | Norwegen    | 0    | 1      | 1      | 2      |
| 10    | Italien     | 0    | 1      | 0      | 1      |
| 11    | Estland     | 0    | 0      | 2      | 2      |

### U23-Nationenwertung
| Platz | Land        | Gold | Silber | Bronze | Gesamt |
| ----- | ----------- | ---- | ------ | ------ | ------ |
| 1     | Russland    | 3    | 2      | 1      | 6      |
| 2     | Norwegen    | 2    | 0      | 1      | 3      |
| 3     | Italien     | 1    | 1      | 1      | 3      |
| 4     | Deutschland | 0    | 1      | 2      | 3      |
| 5     | Kasachstan  | 0    | 1      | 1      | 2      |
| 6     | Finnland    | 0    | 1      | 0      | 1      |